# El envenenamiento del hijo de Marge
«El envenenamiento del hijo de Marge», llamado «Marge's Son Poisoning» en la versión original, es un episodio perteneciente a la decimoséptima temporada de la serie animada Los Simpson, emitido originalmente el 13 de noviembre de 2005 y en Hispanoamérica el 13 de agosto de 2006. El episodio fue escrito por Daniel Chun y dirigido por Mike B. Anderson. En este episodio, Marge y Bart desarrollan un vínculo a través del ciclismo, mientras que Homero entra a un concurso de "fuercitas".

## Sinopsis
Todo comienza cuando la familia va a Paradise Pier, un lugar en donde Marge había estado buscando una noria durante hacía bastante tiempo, pero solo descubre que la noria había sido desmantelada y que muchas de sus partes se habían vendido. Un poco desilusionada, compra un tándem, mientras que Homer adquiere una mancuerna. Cuando Marge quiere salir a dar un paseo en la bicicleta, ve que Homer no está dispuesto a acompañarla. 
Marge trata de ir ella sola, pero falla. Dándose cuenta de que su madre probablemente se sentiría sola, Bart se ofrece a ir a pedalear con ella, ya que Marge no había ido a preguntarle a Lisa si la quería acompañar en primer lugar. Los dos andan en bicicleta hacia una parte de la ciudad muy agreste, y llegan a un pequeño pueblo, en donde meriendan en una casa de té. Más tarde, la casa de té cierra para siempre, causando que Bart invite a su madre a su casa del árbol, ahora convertida en casa de té. 
Marge redecora la casa del árbol y, junto con Bart, van a comprar un nuevo set de artículos para el té; Bart compra una tetera de Krusty el Payaso. Fuera de la tienda, los abusones Jimbo, Dolph, y Kearney acusan a Bart de ser un niño de mamá, lo que causa que Bart se rebele ante Marge. Ella se deprime y, pronto, vende el tándem. 
Sintiéndose mal, Bart ofrece que Marge y él armen un equipo para participar en un concurso de karaoke. Cuando ve la actuación de Skinner y su madre, Marge tiene una visión de un futuro terrible para Bart, y decide parar el show para hacerle ver a Bart que él podría encontrar su propio camino en la vida, sin preocuparse por ella. Para arreglar las cosas, le da un extintor de incendios para que se lo arroje al público, incluyendo a los abusones que se habían burlado de él. 
Mientras tanto, en la taberna de Moe, Homer muestra que la musculatura de uno de sus brazos se había desarrollado, debido al ejercicio hecho con la pesa. Moe tiene una idea de cómo conseguir dinero con el brazo poderoso de Homer: lo lleva a la Competencia de Pulseadas, en donde gana, pero descubre que ama más a su esposa que cualquier concurso de comer pasteles (fue a uno de regreso).